# 162e division d'infanterie turcomane
Pour les articles homonymes, voir 162e  division.
La  162e division d'infanterie turcomane  (en allemand : 162. (Turkistan) Infanterie-Division ou 162. (Turk.) ID) est une des divisions d'infanterie de la Wehrmacht durant la Seconde Guerre mondiale.

## Création

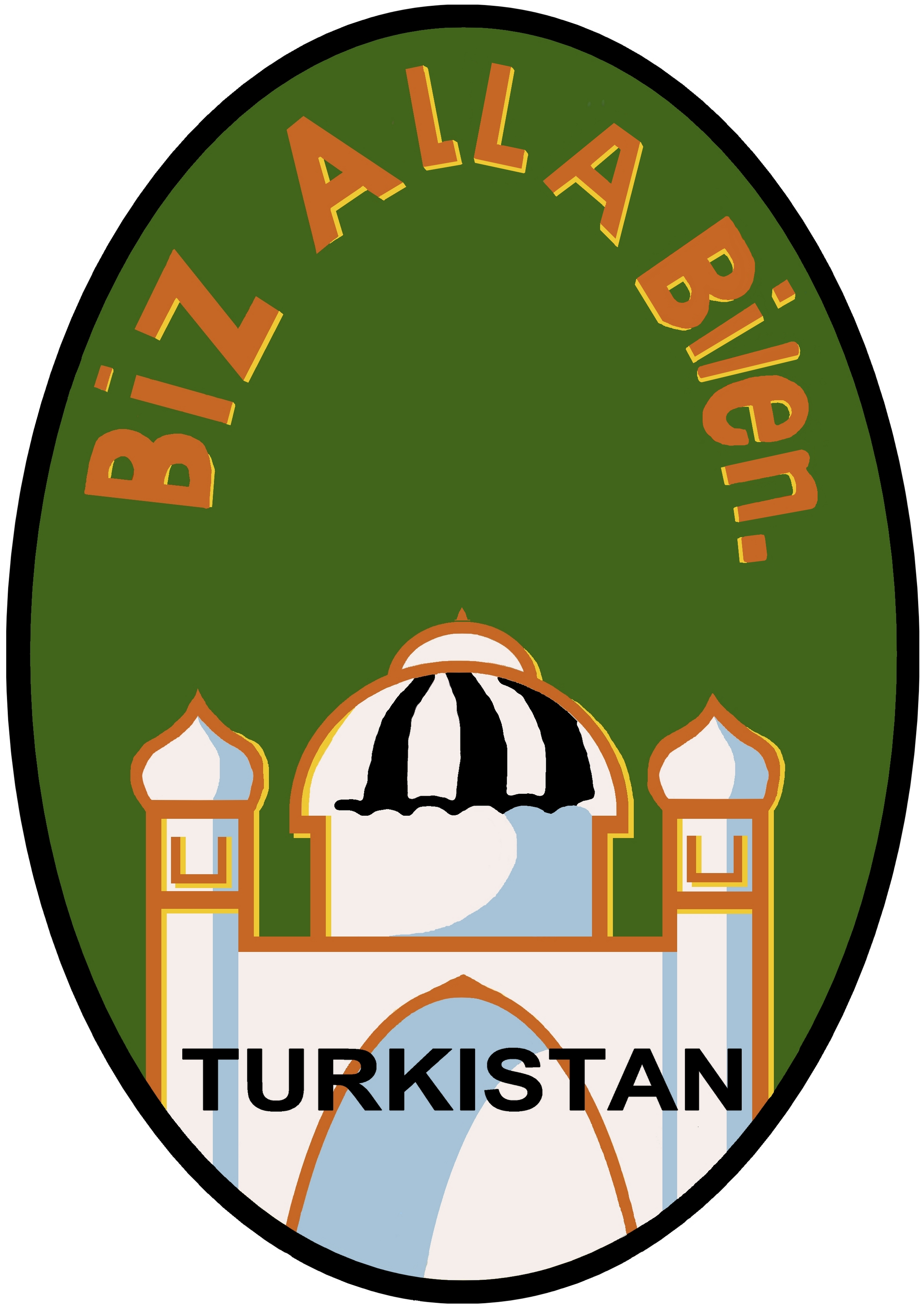
Insigne de manche des volontaires turkmènes

Peu de temps après le déclenchement de la guerre, l'idée a été développée de séparer les prisonniers caucasiens et asiatiques de ceux des autres groupes ethniques.
La raison en était que le bureau de Rosenberg (plus tard le ministère de l'Est) avait l'intention de former des unités nationales qui devaient être utilisées pour lutter contre l'URSS.
L'aversion des volontaires pour le communisme en était la base ; avec l'aide des anciens émigrés, des comités nationaux se sont constitués : Turkmènes, Géorgiens, Arméniens, Azéris, Nord-Caucasiens & Tatares.
La 162. (Turkistan) Infanterie-Division est formée le 21 mai 1943 à partir des Armenische Legion, Azerbajdzansche Legion, Georgische Legion, Nordkaukasische Legion, Turkestanische Legion et Wolgatatarische Legion avec l'état-major provenant de la défunte 162e division d'infanterie.

## Organisation

### Commandants
| Date                      | Grade           | Commandant                            |
| ------------------------- | --------------- | ------------------------------------- |
| 13 mai 1943 - 21 mai 1944 | Generalmajor    | Prof. Dr Oskar Ritter von Niedermayer |
| 21 mai 1944 - 8 mai 1945  | Generalleutnant | Ralph von Heygendorff                 |

### Officiers d'opérations (Generalstabsoffiziere (Ia))
| Date                             | Grade          | Commandant   |
| -------------------------------- | -------------- | ------------ |
| 15 novembre 1943 - 25 avril 1944 | Oberstleutnant | Kurt Busch   |
| 30 avril 1944 - ? 1945           | Major          | Erhard Adler |

## Théâtres d'opérations
- Pologne : mai 1943 - septembre 1943
- Italie et Slovénie : septembre 1943 - mai 1945

## Ordre de bataille
- Infanterie-Regiment 303
- Infanterie-Regiment 314
- Infanterie-Regiment 329 (seulement en août 1944)
- Divisions-Bataillon 162
- Artillerie-Regiment 236
- Pionier-Bataillon 936
- Panzerjäger-Abteilung 236
- Aufklärungs-Abteilung 236
- Infanterie-Divisions-Nachrichten-Abteilung 236
- Nachschubtruppen 936

## Décorations
Des membres de cette division ont été récompensés à titre personnel pour leurs faits de guerre:
- Agrafe de la liste d'honneur : 1
- Croix allemande
  - en Or : 4